# Gnamptogenys haenschei
Gnamptogenys haenschei é uma espécie de formiga do gênero Gnamptogenys.